# Прогресс М-30
Прогресс М-30 — транспортный грузовой космический корабль (ТГК) серии «Прогресс», запущен к орбитальной станции «Мир» (ОС). Серийный номер 230.

## Цель полёта
Доставка на ОС более 2300 килограммов различных грузов, в числе которых топливо, питьевую воду, одежду, баки для системы удаления отходов жизнедеятельности.

## Хроника полёта
- 18.12.1995, в 14:31:35 UTC — запуск с космодрома Байконур;
- 20.12.1995, в 16:10:11 UTC — осуществлена стыковка с ОС «Мир» к стыковочному узлу на агрегатном отсеке служебного модуля «Квант». Процесс сближения и стыковки проводился в автоматическом режиме;
- 22.02.1996, в 07:26:47 UTC — осуществлена растыковка от ОС «Мир»;
- 22.02.1996, в 14:30 UTC — окончание существования ТГК.

## Перечень грузов
Суммарная масса всех доставляемых грузов: 2325 кг.